# Liste des Boeing B-52 exposés
Vous lisez un « bon article » labellisé en 2019.
Le Boeing B-52 Stratofortress, bombardier stratégique américain à long rayon d'action, en service dans la United States Air Force (USAF) depuis 1955, est construit à 744 exemplaires entre 1949 et 1962. La flotte comprend deux prototypes XB-52 et YB-52, et 742 appareils de série répartis en huit versions, du B-52A au B-52H. En avril 1952, le deuxième prototype, YB-52, est le premier appareil à voler, suivi à la fin de l'année par le XB-52. Le modèle A vole en 1954 et sert uniquement pour les essais ; les premiers à entrer en service opérationnel sont les B-52B de bombardement et les RB-52B de reconnaissance livrés à partir de 1955, au 93rd Bomb Wing du Strategic Air Command. Le 744e et dernier appareil construit, un B-52H, qui sort d'usine en mars 1962, est livré au mois d'octobre au 4136th Strategic Wing.
Depuis le milieu des années 1990, les B-52H sont les seuls B-52 encore en service opérationnel, au sein du Air Force Global Strike Command (AFGSC) et du Air Force Reserve Command (AFRC). L'USAF prévoit de les maintenir actifs jusqu'en 2040, soit 85 ans après la mise en service des premiers B-52B et près de 80 ans après la livraison du dernier B-52H. Sur les modèles H, la motorisation par des turboréacteurs à double flux TF33, plus puissants et moins gourmands en carburant que les turboréacteurs à simple flux J57 des versions précédentes, a joué un rôle dans la longévité de l'avion. Après leur retrait du service, une grande partie de la flotte de B-52 est entreposée au cimetière d'avions de Davis-Monthan AFB, dont s'occupe le MASDC qui devient ensuite le 309th AMARC puis le 309th AMARG, où ils servent de source de pièces détachées pour les autres appareils en service. Dans le cadre du traité de réduction des armes stratégiques, plus de 350 B-52 sont détruits entre 1993 et 2013.
À leur retrait, quelques appareils sont préservés sur des bases aériennes ou exposés dans des musées, certains ayant acquis une notoriété au cours de leur carrière. C'est notamment le cas du B-52B Lucky Lady III du 93rd Bomb Wing qui a réalisé un tour du monde sans escale en janvier 1957, avant d'être exposé au musée de l'USAF à la fin de sa carrière ; le NB-52B Balls 8, utilisé comme avion d'essai par la NASA, notamment pour emporter les aéronefs expérimentaux X-15 et X-43, est exposé à la base Edwards après son retrait en 2004. On peut également citer deux B-52D dont le mitrailleur de queue a abattu des avions de chasse nord-vietnamiens lors de la guerre du Viêt Nam. La majeure partie des appareils préservés se trouve aux États-Unis ; trois d'entre eux se trouvent au Royaume-Uni, en Corée du Sud et en Australie.

## Historique

### Appareils d'essais
Les deux prototypes (serial 49-230 et 49-231) et les trois B-52A (serial 52-0001/3) sont utilisés pour les essais et ne volent jamais en unité. Le deuxième prototype, le YB-52, effectue le premier vol d'un B-52 le 15 avril 1952, six mois avant le XB-52 à cause d'un problème sur ce dernier,. À la fin de sa carrière en janvier 1958, le YB-52 est donné à l'Air Force Museum, situé sur la base de Wright-Patterson à Dayton, dans l'Ohio,,. Le XB-52 sert quant à lui de banc d'essai pour des turboréacteurs, dont le J75, version militaire du JT4A, qui doit équiper les avions de chasse Republic F-105 et Convair F-106,. L'appareil est alors équipé de deux réacteurs de ce type, chacun prenant la place des deux J57 des nacelles extérieures ; le XB-52 devient ainsi hexaréacteur,,. À la fin de sa carrière, il est placé en exposition sur la Wright-Patterson AFB où il rejoint le YB-52. Dans le cadre d'un programme d'embellissement des bases aériennes lancé par la première dame Lady Bird Johnson, les deux appareils sont mis à la ferraille au milieu des années 1960,,,.
Les trois B-52A sortent d'usine en 1954 et débutent leur campagne d'essais. Par la suite, le premier appareil (52-0001) devient XB-52G et verra sa dérive raccourcie afin de simuler celle du futur B-52G,. En 1959 il est placé sur la base de Chanute avant d'être brûlé au milieu des années 1960 dans le cadre d'un entraînement des pompiers. Le deuxième appareil est mis à la ferraille en avril 1961, à la fin de sa carrière,. En 1959, le troisième B-52A, ainsi que le RB-52B 52-008 plus connu sous le nom de Balls 8, sont modifiés afin de servir d'avions porteurs pour l'aéronef expérimental X-15,,. Ils deviennent alors NB-52A et NB-52B et sont utilisés par la NASA,,. Le NB-52A est retiré en 1969 et transféré au Military Aircraft Storage and Disposal Center (MASDC), sur la Davis-Monthan Air Force Base où il reste jusqu'en septembre 1981 avant d'être récupéré par le Pima Air and Space Museum où il est exposé,. C'est le plus ancien B-52 préservé.

### B-52B et RB-52B
Entre 1965 et 1966, les B-52B et RB-52B sont les premiers B-52 à être retirés du service,. Sur les 50 appareils de la flotte, huit ont été perdus dans des accidents,. Quatre appareils sont préservés et la plupart de ceux qui restent vole vers le MASDC où ils sont stockés ; ils sont mis à la ferraille à la fin des années 1960,,. Le Balls 8, utilisé par la NASA, est retiré en novembre 2004 et placé en exposition statique à l'entrée de la base Edwards.
Le 52-0005, utilisé sur la base de Lowry dans le Colorado pour l'instruction au sol et désigné par conséquent GB-52B, est exposé par le Wings Over the Rockies Air and Space Museum,. Un autre appareil, le 52-0013, utilisé pour les essais de largage de bombes nucléaires est exposé au National Museum of Nuclear Science & History, au Nouveau-Mexique ; il est restauré en 2016,. Le premier B-52 opérationnel livré (52-8711) se trouve au musée du Strategic Air Command, à Ashland, dans le Nebraska ; il a été receptionné le 29 juin 1955 par le 93rd Bomb Wing de la Castle Air Force Base,. Le quatrième appareil à rejoindre un musée est le 53-0394 (Lucky Lady III, puis City of El Paso), connu pour avoir effectué en janvier 1957 un tour du monde sans escale en 45 h 19 min au départ de la Castle AFB ; il est exposé au musée de l'USAF, à Dayton, mais son exposition à l'extérieur l'endommageant, il est mis à la ferraille en 1984,,. La pointe avant de son fuselage est récupérée par un collectionneur privé. Un autre B-52B (53-0379), utilisé pour tester les barrières d'arrêt, se trouve à l'état d'épave à proximité de la base Edwards,.

### B-52C à G

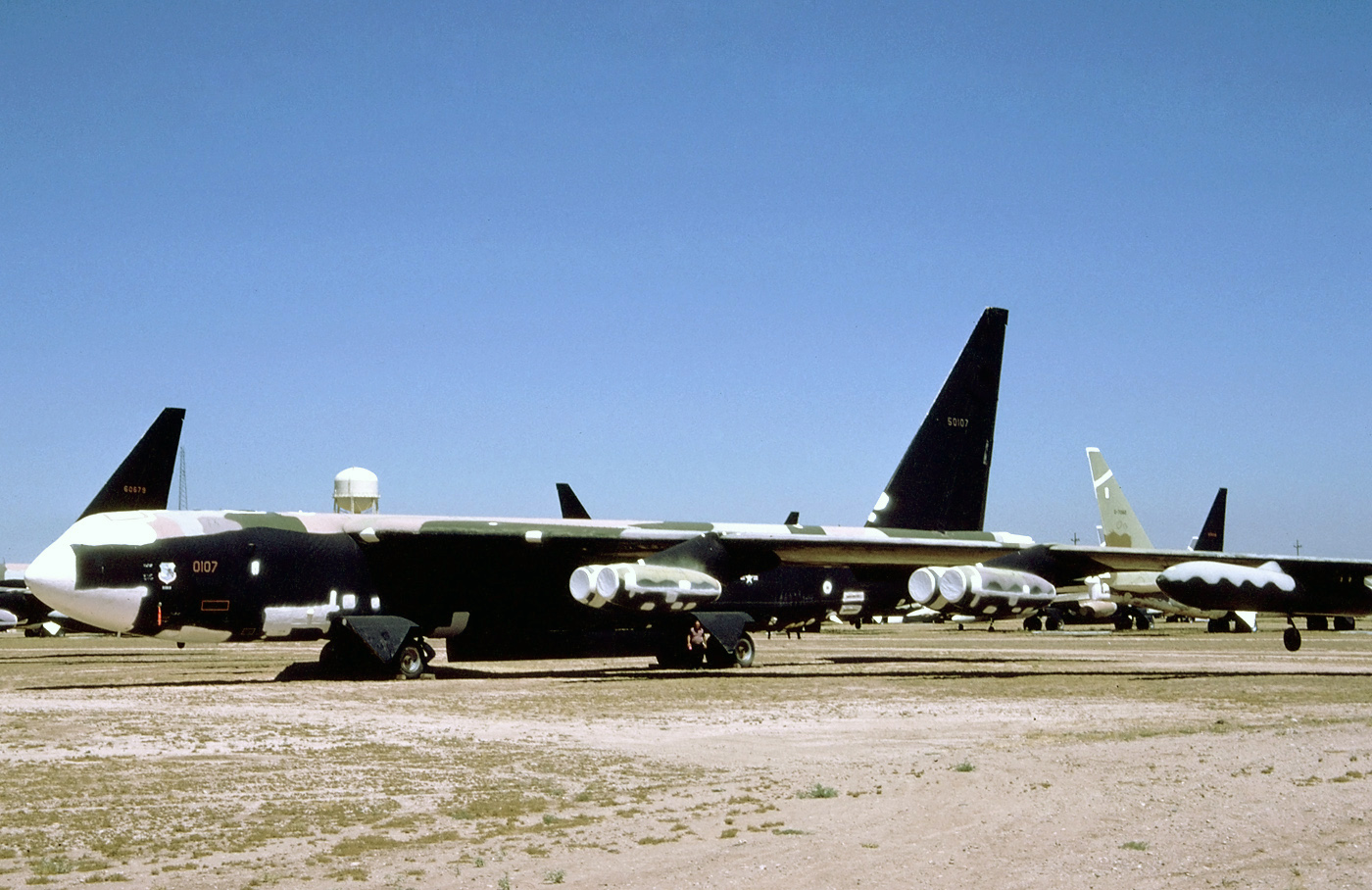
Un B-52D stocké à Davis-Monthan en 1988.

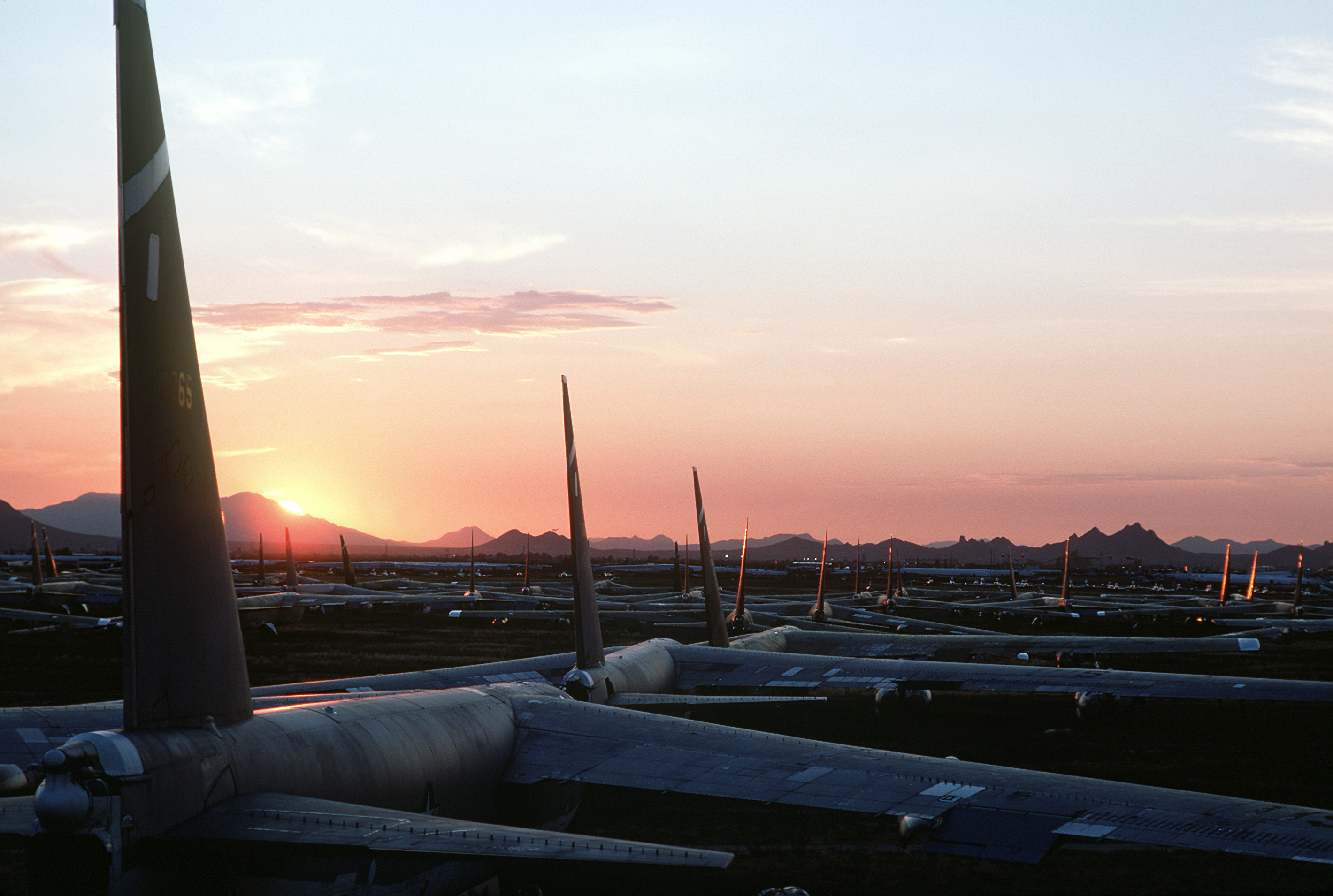
Crépuscule sur des B-52 qui attendent leur sort en 1988.

Entre la fin des années 1960 et le milieu des années 1980, les B-52C, D, E et F sont progressivement retirés du service et la plupart sont envoyés au MASDC — qui deviendra l'Aerospace Maintenance and Regeneration Center (AMARC) en 1985,.
Les premiers B-52E qui atteignent leur fin de vie structurelle sont retirés en 1967 ; le gros de la flotte l'est en 1969 et 1971 ; la plupart d'entre eux sont stockés à l'AMARC,. Parmi les autres appareils, deux sont utilisés pour l'instruction au sol, l'un sur l'île de Guam sous la désignation GB-52E avant d'être endommagé dans une tempête en 1976 puis détruit, et l'autre sur la Chanute Air Force Base ; il est mis à la ferraille en 1993 lors de la fermeture de la base. Le NB-52E Configured Control Vehicle (serial 56-0632) est utilisé jusqu'en 1974 puis envoyé à l'AMARC. Deux autres appareils servent de bancs d'essais pour des turboréacteurs : le NB-52E (57-0119) de General Electric est retiré en 1972 et abandonné sur la base Edwards ; l'appareil, serial 56-0636, utilisé par Pratt & Whitney et désigné JB-52E est le dernier à voler ; il est retiré en 1981 et envoyé à l'AMARC,.
Les B-52F commencent à être retirés au même moment que les premiers B-52E, vers 1967 et 1968 ; la majeure partie de la flotte quitte les unités en 1971 et 1972, tandis que les derniers appareils restent en service jusqu'en 1978,. Un B-52F est stocké sur la base d'Andersen, à Guam ; trois autres sont utilisés pour l'instruction au sol : un à Chanute, un deuxième à Lowry et le troisième à Sheppard ; ces quatre derniers appareils sont par la suite détruits. Le B-52F 57-0038 est retiré au début des années 1970 puis exposé à Oklahoma City ; c'est le seul B-52F préservé,,,.
En 1970, sur les 35 B-52C construits, 30 sont encore opérationnels dans les unités de l'USAF ou utilisés comme bancs d'essai, les cinq autres ayant été détruits dans des accidents. 29 de ces appareils sont retirés en 1971 puis stockés à l'AMARC,,,,. Le dernier est utilisé par l'Air Force Flight Test Center sur la base Edwards pour des essais en vol et n'est retiré qu'en juillet 1975 ; il rejoint également le centre de stockage,. Les B-52D sont retirés du service plus tard ; les premiers arrivent à l'AMARC en 1978 et les derniers en 1983. Vingt exemplaires sont préservés et cédés à des musées ou exposés sur des bases aériennes.
Après 1983, seuls les B-52G et H restent en service ; les premiers commencent à être retirés à la fin des années 1980 et, en 1994, tous les B-52G ont été retirés du service. Mis à part quelques appareils exposés sur des bases aériennes, dans des musées ou utilisés comme cellules d'instruction au sol, la majeure partie de la flotte est envoyée à Davis-Monthan où elle rejoint plus de 200 B-52C, D, E et F dont plusieurs sont stockés depuis plus de 20 ans.
Après la dislocation de l'URSS (1990-1991), selon les termes des traités de réduction des armes stratégiques, l'AMARC se charge de découper 365 B-52 en morceaux à partir de 1993, au rythme de trois appareils par semaine,,,. Pour cela, les employés de l'AMARC utilisent une lame de près de 6 tonnes (13 000 livres) lâchée par une grue depuis une hauteur de plus de 24 m (80 ft),,,. Quatre coups de « guillotine » sont nécessaires : un coup pour trancher chaque aile et deux autres pour découper le fuselage en trois tronçons,. Les bombardiers ainsi détruits restent en place pendant au moins trois mois afin que la réalisation de la destruction soit vérifiée par la Russie via les satellites et les inspections dans les installations de l'AMARC,,. Les premiers avions détruits sont les B-52C à F qui sont « guillotinés » entre octobre 1993 et le 15 décembre 1994. La destruction des B-52G, quant à elle, s'étend de la fin des années 1990 jusqu'en décembre 2013. Dans les années 2000, la « guillotine » est remplacée par des scies à plasma, qui réalisent des découpes plus propres, permettant ainsi de récupérer davantage de pièces détachées pour la flotte de B-52H toujours en service,,.

## Liste

### Aux États-Unis
| Serial  | Emplacement                                                    | Historique | Image |
| ------- | -------------------------------------------------------------- | --- | ----- |
| 52-0003 | Pima Air and Space Museum, Tucson (Arizona)                    | Cet appareil est le troisième et dernier B-52A construit ; à partir de 1959, il est utilisé par la NASA comme avion porteur dans le cadre du programme X-15 et redésigné NB-52A. À son retrait en 1969, il est stocké au MASDC puis est transféré au Pima Air & Space Museum en 1983. C'est le seul B-52A préservé,. |       |
| 52-0005 | Wings Over the Rockies Air and Space Museum, Denver (Colorado) | L'appareil est un RB-52B. Il est retiré en février 1966 et stocké au MASDC avant d'être transféré sur la Lowry Air Force Base pour servir de cellule d'entraînement à la maintenance ; il ne vole plus et devient GB-52B. À partir d'avril 1984, il est exposé au Wings Over the Rockies Air and Space Museum adjacent à la base,. |       |
| 52-0008 | Edwards Air Force Base (Californie)                            | Construit comme RB-52B, l'appareil est le dixième B-52 construit. Surnommé Balls 8 en raison de son serial, il est utilisé par l'USAF pour des essais avant d'être transféré à la NASA en 1959, avec le B-52A 52-0003, pour les essais du X-15. Il continue de servir d'avions porteurs pour plusieurs aéronefs expérimentaux jusqu'au X-43 Scramjet dans les années 2000. Il est retiré en 2004 et exposé sur la base Edwards,. |       |
| 52-0013 | National Museum of Nuclear Science & History (Nouveau-Mexique) | L'appareil, construit comme RB-52B, est le dernier des treize B-52 commandés en février 1951. Il est utilisé dans le cadre d'essais nucléaires sur l'atoll de Bikini. À son retrait, il est exposé au National Atomic Museum, sur la base de Kirtland, à partir de 1971. En 2009, le musée est relocalisé vers la ville d'Albuquerque et les avions, dont le B-52, sont déplacés ; le transfert de ce dernier a lieu le 11 janvier. L'appareil est restauré à partir d'avril 2016,. |       |
| 52-8711 | Strategic Air Command & Aerospace Museum, Ashland (Nebraska)   | Premier B-52 livré au Strategic Air Command, l'appareil est un RB-52B, livré le 29 juin 1955 au 93rd Bomb Wing de la Castle Air Force Base. Il est retiré du service en septembre 1965 et exposé au Strategic Air Command & Aerospace Museum,. |       |
| 55-0057 | Maxwell Air Force Base (Alabama)                               | L'appareil est un B-52D construit à Wichita. Il est exposé sur la base de Maxwell,. |       |
| 55-0062 | K. I. Sawyer Heritage Air Museum, Marquette (Michigan)         | L'appareil est un B-52D construit à Wichita, livré en février 1957 ; il est utilisé lors de la guerre du Viêt Nam. Il est retiré en septembre 1983 et placé en exposition sur la K. I. Sawyer Air Force Base. Il est transféré vers le musée en 1995, après la fermeture de la base,. |       |
| 55-0067 | Pima Air and Space Museum, Tucson (Arizona)                    | L'appareil est un B-52D construit à Wichita. À son retrait, il est pris en compte par l'AMARC le 5 novembre 1982, avant d'être transféré au Pima Air and Space Museum. L'avion porte l'insigne du 7th Bombardment Wing et est exposé avec le NB-52A 52-0003 et le B-52G 58-0183,. |       |
| 55-0068 | Lackland Air Force Base (Texas)                                | L'appareil est un B-52D construit à Seattle. Il est exposé à l'USAF History and Traditions Museum adjacent à la base de Lackland, au Texas,. |       |
| 55-0071 | USS Alabama Battleship Memorial Park, Mobile (Alabama)         | L'appareil est un B-52D construit à Seattle. Il est retiré en août 1983 et stocké au MASDC ; l'année suivante, il est déplacé vers Mobile, dans l'Alabama. Il est ensuite exposé à l'USS Alabama Battleship Memorial Park,. |       |
| 55-0083 | Académie de l'USAF, Colorado Springs (Colorado)                | L'appareil est un B-52 construit à Seattle. Il est utilisé par le 307th Strategic Wing et surnommé Diamond Lil. Lors de la guerre du Viêt Nam, au cours de l'opération Linebacker II, son mitrailleur de queue Albert E. More abat en MiG-21 nord vietnamien. À son retrait, l'appareil est exposé à l'académie de la United States Air Force à Colorado Springs dans la Colorado,. |       |
| 55-0085 | Museum of Aviation, Warner Robins (Géorgie)                    | L'appareil est un B-52D construit à Seattle. Il est retiré en août 1983 et exposé au Museum of Aviation à proximité de la base de Robins, en Géorgie,. |       |
| 55-0094 | Kansas Aviation Museum, Wichita (Kansas)                       | L'appareil est un B-52D construit à Seattle. Pendant la guerre du Viêt Nam, il participe aux missions Arc Light. À son retrait, il est exposé au Kansas Aviation Museum, adjacent à la McConnell Air Force Base, à Wichita,. |       |
| 55-0677 | Yankee Air Museum, Belleville (Michigan)                       | L'appareil est un B-52D construit à Wichita. Il effectue son dernier vol vers l'aérodrome de Willow Run (Willow Run Airport), le 26 octobre 1983, pour être exposé par le Yankee Air Museum, à Belleville, dans le Michigan,. |       |
| 55-0679 | March Field Air Museum, Riverside (Californie)                 | L'appareil est un B-52D construit à Wichita et livré à l'Air Force en juin 1957. L'avion effectue des missions pendant la guerre du Viêt Nam entre 1966 et 1973. En 1975, sur la base de March, la rupture d'un longeron d'aile le cloue définitivement au sol ; l'appareil devient GB-52D et sert pour l'entraînement au sol, avant d'être transféré au March Field Air Museum, adjacent à la base,. |       |
| 56-0612 | Castle Air Museum, Atwater (Californie)                        | L'appareil est un B-52D construit à Seattle. À son retrait, il est exposé au Castle Air Museum, adjacent à la base de Castle, en Californie,. |       |
| 56-0629 | Barksdale Global Power Museum, Bossier City (Louisiane)        | L'appareil est un B-52D construit à Seattle. À son retrait, il est exposé au 8th Air Force Museum, adjacent à la Barksdale Air Force Base ; en 2012, le musée est renommé Barksdale Global Power Museum,. |       |
| 56-0657 | South Dakota Air and Space Museum, Rapid City (Dakota du Sud)  | L'appareil est un B-52D construit à Wichita. À son retrait, il est transféré au South Dakota Air and Space Museum, adjacent à la base d'Ellsworth, où il est exposé,. |       |
| 56-0665 | National Museum of the United States Air Force, Dayton (Ohio)  | L'appareil est un B-52D construit à Wichita. Utilisé lors de la guerre du Viêt Nam, il est sévèrement endommagé le 9 avril 1972 par un missile SAM nord-vietnamien. Réparé, l'appareil reprend du service huit mois plus tard. Il est retiré du service puis convoyé vers le National Museum of the United States Air Force en novembre 1978, où il remplace le B-52B Lucky Lady III qui sera ultérieurement mis à la ferraille,. |       |
| 56-0676 | Fairchild Air Force Base (État de Washington)                  | L'appareil est un B-52D construit à Wichita, utilisé par le 370th Strategic Wing. Le 18 décembre 1972, pendant la guerre du Viêt Nam, le mitrailleur de queue Samuel O. Turner de l'appareil abat un MiG-21 au cours de l'opération Linebacker II. À son retrait, l'appareil est exposé sur la Fairchild Air Force Base. Une gueule de requin est peinte sur le dessous de la partie avant du fuselage ; une étoile rouge, située sur le côté gauche en arrière du poste de pilotage, indique la victoire du mitrailleur de queue,. |       |
| 56-0683 | Whiteman Air Force Base (Missouri)                             | L'appareil est un B-52D construit à Wichita. Il est exposé sur la Whiteman Air Force Base, dans le Missouri,. |       |
| 56-0685 | Dyess Air Force Base (Texas)                                   | L'appareil est un B-52D construit à Wichita. Il est exposé avec d'autres avions le long d'une route d'accès à la Dyess Air Force Base, au Texas,. |       |
| 56-0687 | B-52 Memorial Park, Orlando (Floride)                          | L'appareil est un B-52D construit à Wichita. À son retrait, il est exposé au B-52 Memorial Park, situé dans l'enceinte de l'aéroport international d'Orlando, auparavant la McCoy Air Force Base, en Floride,. |       |
| 56-0692 | Tinker Air Force Base (Oklahoma)                               | L'appareil est un B-52D construit à Wichita. Il est préservé sur la Tinker Air Force Base, en Oklahoma. 35° 24′ 17″ N, 97° 23′ 56″ O |       |
| 56-0695 | Tinker Air Force Base (Oklahoma)                               | L'appareil est un B-52D construit à Wichita. Il est exposé, avec d'autres avions, sur la base de Tinker, en Oklahoma,. |       |
| 56-0696 | Travis Air Force Base Heritage Center, Fairfield (Californie)  | L'appareil est un B-52D construit à Wichita. Au cours de la guerre du Viêt Nam, il réalise des missions de bombardement avec les 92nd et 307th Strategic Bombardment Wing. À son retrait, il est exposé au Travis Air Force Base Heritage Center, adjacent à la base du même nom, en Californie,. |       |
| 57-0038 | Joe Davies Heritage Airpark, Palmdale (Californie)             | L'appareil est un B-52F construit à Seattle. À son retrait, il est exposé sur le champ de foire d'Oklahoma City avec d'autres avions, à partir de 1973. Le transport de l'avion par la route depuis la base a lieu le 24 juillet ; chaque aile est transportée par un camion, d'autres se chargent de l'empennage, des nacelles des réacteurs et des autres petits éléments ; un tracteur routier tire le fuselage, qui roule sur son propre train d'atterrissage. En 2006, à l'occasion de travaux de rénovation du parc, le B-52 est donné à la ville de Palmdale, en Californie. En 2007, il est démonté et transporté par la route jusqu'à Palmdale où il est réassemblé et exposé au Joe Davies Heritage Airpark, sur le site de l'Air Force Plant 42. L'appareil est le seul B-52F préservé,. |       |
| 57-6468 | Offutt Air Force Base (Nebraska)                               | L'appareil est un B-52G. Il est retiré en juillet 1989 et exposé au musée du Strategic Air Command, sur la base d'Offutt, dans le Nebraska. Il est installé sur deux piliers, le train d'atterrissage rentré au Zorinsky Memorial Air Park, adjacent à la base. En 1998, lorsque le musée déménage vers Ashland, à une trentaine de kilomètres à l'ouest de la base, l'appareil reste sur place,. |       |
| 57-6509 | Barksdale Global Power Museum, Bossier City (Louisiane)        | L'appareil est un B-52G. À son retrait, il est exposé au 8th Air Force Museum, adjacent à la Barksdale Air Force Base, où se trouve également le B-52D 56-0629 ; en 2012, le musée est renommé Barksdale Global Power Museum,. |       |
| 58-0183 | Pima Air and Space Museum, Tucson (Arizona)                    | L'appareil est un B-52G utilisé par le 596th Bomb Squadron du 2nd Bomb Wing. Les 16 et 17 janvier 1991, il est l'un des sept B-52 engagés dans la première mission de l'opération Tempête du désert au cours de laquelle partis de Barksdale, ils larguent des missiles AGM-86C sur Bagdad avant de revenir sur leur base de départ. L'appareil est retiré en juillet 1991 et stocké à l'AMARC, avant d'être donné au Pima Air and Space Museum où il est exposé avec le NB-52A 52-0003 et le B-52D 55-0067,. |       |
| 58-0185 | Air Force Armament Museum, Valparaiso (Floride)                | L'appareil est un B-52G utilisé par le 596th Bomb Squadron du 2nd Bomb Wing. Avec le 58-0183, c'est l'un des sept B-52G engagés les 16 et 17 janvier 1991 dans la première missions de l'opération Tempête du désert. À son retrait, il est exposé à l'Air Force Armament Museum, situé à proximité de la base Eglin, dans le nord-ouest de la Floride,. |       |
| 58-0200 | Sheppard Air Force Base, Wichita Falls (Texas)                 | B-52G utilisé comme cellule d'instruction au sol sur la base de Sheppard à partir d'octobre 1991 sous la désignation GB-52G, l'appareil est déplacé vers l'extérieur de la base en janvier 2012 pour être exposé à la place du GB-52D 56-0589 City of Burkburnett,. |       |
| 58-0225 | Griffiss Air Force Base, Rome (État de New York)               | L'appareil est un B-52G utilisé par le 416th Bomb Wing et baptisé Mohawk Valley. À son retrait, il est exposé sur la base de Griffiss, à Rome, dans l'État de New York. Lorsque la base ferme, il est transféré à l'American Legion Post 24, un mémorial adjacent à la base,. |       |
| 59-2577 | Grand Forks Air Force Base (Dakota du Nord)                    | L'appareil est un B-52G retiré du service en décembre 1993. Il est exposé au Grand Forks Heritage Center, à l'entrée de la base de Grand Forks, dans le Dakota du Nord,. |       |
| 59-2584 | Paine Field, Everett (État de Washington)                      | L'appareil est un B-52G construit en 1960 et surnommé Midnight Express ; engagé pendant la guerre du Viêt Nam, il participe à l'opération Linebacker. Il est transféré au 93rd Bomb Wing en octobre 1990 avant d'être retiré du service en septembre 1991. L'appareil, qui est la propriété du National Museum of the United States Air Force, est prêté au Museum of Flight de Seattle et stocké à Paine Field, à Everett, où il est partiellement restauré. Il est déplacé par la route vers le Museum of Flight le 3 juin 2018, pour achever sa restauration puis être exposé,. |       |
| 59-2601 | Langley Air Force Base, Hampton (Virginie)                     | L'appareil est un B-52G ; il est exposé train rentré, monté sur deux piliers, sur la base de Langley,. |       |

### Dans les autres pays
| Serial  | Emplacement                                 | Historique | Image |
| ------- | ------------------------------------------- | --- | ----- |
| 55-0105 | War Memorial of Korea, Séoul (Corée du Sud) | L'appareil est un B-52D construit à Seattle. En octobre 1983, il est retiré et stocké au MASDC ; il est ensuite convoyé vers Séoul, en Corée du Sud, et rejoint le mémorial coréen de la guerre (War Memorial of Korea),. |       |
| 56-0689 | Imperial War Museum, Duxford (Royaume-Uni)  | Livré en octobre 1957 au 28th Bomb Wing, l'appareil est un B-52D construit à Wichita. Au moment de son retrait, il est utilisé par le 7th Bomb Wing ; il est convoyé vers Brize Norton, au Royaume-Uni, puis réalise son dernier vol le 8 octobre 1983, lorsqu"il est livré à l'Imperial War Museum de Duxford, dans le Cambridgeshire. Initialement exposé à l'extérieur, il est déplacé à l'intérieur de l'American War Museum, une annexe du musée, lorsque celle-ci est achevée, en 1997. L'appareil est le seul B-52 préservé en Europe,. |       |
| 59-2596 | Darwin Aviation Museum, Darwin (Australie)  | L'appareil est un B-52G mis en service en décembre 1960 et retiré en septembre 1989 ; il est ensuite transféré au Darwin Aviation Heritage Center, en Australie où il est exposé. Il est baptisé Darwin's Pride,. |       |

### Épaves
| Serial  | Emplacement                                     | Historique | Image |
| ------- | ----------------------------------------------- | --- | ----- |
| 53-0379 | Edwards Air Force Base, Californie (États-Unis) | L'appareil est un RB-52B utilisé à partir de 1965 par l'Air Force Flight Test Center (AFFTC) ; il sert notamment à tester les barrières d'arrêt. Retiré en 1970, il déplacé vers la partie sud de la base pour servir de cible photographique puis est abandonné. Les moteurs, les radômes du nez, la dérive et les trappes du train d'atterrissage et de la soute à bombe ont été enlevés ; l'appareil présente des impacts sur la partie avant du fuselage et les vitres du poste de pilotage sont brisées,. L'épave du NB-52E 57-0119 se trouve à proximité. 34° 49′ 08″ N, 117° 51′ 10″ O |       |
| 55-0100 | Andersen Air Force Base, Guam                   | L'appareil est un B-52D construit à Seattle. Le 29 décembre 1972, il est l'un des derniers B-52 à participer à l'opération Linebacker II ; à son retrait, il est placé en exposition statique sur la base d'Andersen, à Guam ; il est surnommé Old 100. En 1984, endommagé par des années d'exposition à l'extérieur, l'appareil est remplacé par le B-52D 56-0586 puis démantelé en juillet 1986. Lors d'un typhon, la section centrale du fuselage et la section arrière de l'appareil sont dispersés dans la jungle entourant la base, où ils se trouvent toujours en 2011,. |       |
| 57-0119 | Edwards Air Force Base, Californie (États-Unis) | L'appareil est un B-52E construit à Seattle. Il est loué à General Electric à partir de janvier 1966 pour tester le turboréacteur à double flux General Electric TF39 qui doit équiper le C-5 Galaxy, puis le General Electric CF6 des futurs McDonnell Douglas DC-10 et Airbus A300. Pour les essais, le turboréacteur testé est installé sous l'aile droite, en lieu et place des deux J57 de la nacelle intérieure. Il est retiré en 1972, sur la base Edwards, puis il est déplacé vers la partie sud de la base en 1980, à proximité du RB-52B 53-0379. En 1991, dans le cadre du traité de réduction des armes stratégiques, l'appareil est détruit à l'explosif ; l'épave n'est pas enlevée : les ailes sont sectionnées et le fuselage coupé en trois morceaux,. |       |

### Sections
| Serial  | Emplacement                                               | Historique | Image |
| ------- | --------------------------------------------------------- | --- | ----- |
| 53-0394 | Collection privée à Newbury (Ohio)                        | L'appareil est un B-52B, baptisé Lucky Lady III. Entre les 16 et 18 janvier 1957, dans le cadre de l'Opération Power Flite, il effectue avec deux autres B-52B un tour du monde sans escale en 45 heures et 19 minutes, au départ de la Castle Air Force Base. À son retrait, il est exposé au musée de l'USAF à Dayton, dans l'Ohio, jusqu'en novembre 1978, où il est remplacé par un B-52D. L'appareil est mis à la ferraille en 1984 et sa partie avant est récupérée par un collectionneur privé, Walter Soplata, qui l'entrepose dans sa ferme, où se trouve également la partie avant du deuxième prototype du Convair B-36, anciennement exposé au musée,. |       |
| 55-0095 | Valiant Air Command Museum, Titusville (Floride)          | L'appareil est un B-52D construit à Seattle. À la fin de sa carrière, il est utilisé comme cellule d'instruction au sol sur la base de Chanute, à Rantoul, dans l'Illinois, sous la désignation GB-52D. Lorsqu'il est mis à la ferraille, sa pointe avant est préservée et conservée par le Chanute Aerospace Museum adjacent à la base. En 2015 ou 2016, le cockpit est transféré au Valiant Air Command Museum situé à Titusville, en Floride,. |       |
| 56-0659 | Pima Air and Space Museum, Tucson (Arizona)               | L'appareil est un B-52D construit à Wichita. Il est retiré en mai 1982 et pris en compte par le MASDC, puis exposé au Warrior Park de la base de Davis-Monthan, à laquelle le dépôt est adjacent. Endommagé après des années d'exposition à l'extérieur, l'appareil est mis à la ferraille en 2012 et la section arrière, qui comprend le poste du mitrailleur de queue, est récupérée par le Pima Air and Space Museum,. |       |
| 56-0700 | Stafford Air and Space Museum, Weatherford (Oklahoma)     | L'appareil est un B-52E construit à Wichita. Il est retiré en juin 1969 et stocké au MASDC avant d'être mis à la ferraille trois ans plus tard. Son cockpit est préservé pour être exposé par le March Field Air Museum, en Californie ; en 1990, il est utilisé pour le tournage du film By Dawn's Early Light. La section est transférée en septembre 2016 vers le Stafford Air and Space Museum, situé sur l'aérodrome Thomas P. Stafford à Weatherford en Oklahoma,. |       |
| 57-0042 | Yanks Air Museum, Chino (Californie)                      | L'appareil est un B-52F construit à Seattle. Il est utilisé pour l'instruction au sol sur la base de Chanute, à Rantoul, dans l'Illinois, et redésigné GB-52F. Lorsque la base ferme, en 1993, l'appareil est mis à la ferraille ; toutefois, sa partie avant est conservée et transférée vers le Museum of Flying de Santa Monica, en Californie, avant de rejoindre le Yanks Air Museum, à Chino, dans le même État,. |       |
| 57-0101 | Pacific Aviation Museum, Honolulu (Hawaï)                 | L'appareil est un B-52E construit à Wichita. Il est retiré en mai 1969 et stocké au MASDC avant d'être mis à la ferraille trois ans plus tard. Son cockpit est préservé ; il est initialement exposé au musée de l'air et de l'espace de San Diego, en Californie, avant d'être transféré au Pacific Aviation Museum, situé à Honolulu, où il est exposé,. |       |
| 58-0232 | Hangar 25 Museum, Big Spring (Texas)                      | L'appareil est un B-52G retiré en avril 1990 et stocké à l'AMARC. Lorsqu'il est mis à la ferraille, sa partie avant est conservée ; elle est exposée au Hangar 25 Museum à Big Spring, au Texas,. |       |
| 59-2579 | Scroggins Aviation Mockup and Effects, Las Vegas (Nevada) | L'appareil est un B-52G retiré en novembre 1991 et stocké à l'AMARC. Il est mis à la ferraille en août 2000 et sa partie avant est récupérée par le Southern Utah Air Museum, à Washington dans l'Utah. En janvier 2016, la section est transférée au Scroggins Aviation Mockup and Effects, à Las Vegas,. |       |